# التسلسل الزمني للتاريخ القديم
يسرد هذا التسلسل الزمني للتاريخ القديم الأحداث التاريخية للماضي القديم الموثق من بداية التاريخ المسجل حتى أوائل العصور الوسطى. قبل تلك الحقبة، كانت حضارات ما قبل التاريخ متعلمة، ولكن لم يكن لديها لغة مكتوبة. 
للأحداث التالية انظر: التسلسل الزمني للعصور الوسطى
الألفية:
ألفية 4 ق.م -
ألفية 3 ق.م -
ألفية 2 ق.م -
ألفية 1 ق.م -
الألفية الأولى
القرون:
القرن 34 ق م -
القرن 33 ق م -
القرن 32 ق م -
القرن 31 ق م -
القرن 30 ق م -
القرن 29 ق م -
القرن 28 ق م -
القرن 27 ق م -
القرن 26 ق م -
القرن 25 ق م -
القرن 24 ق م -
القرن 23 ق م -
القرن 22 ق م -
القرن 21 ق م -
القرن 20 ق م -
القرن 19 ق م -
القرن 18 ق م -
القرن 17 ق م -
القرن 16 ق م -
القرن 15 ق م -
القرن 14 ق م -
القرن 13 ق م -
القرن 12 ق م -
القرن 11 ق م -
القرن 10 ق م -
القرن 9 ق م -
القرن 8 ق م -
القرن 7 ق م -
القرن 6 ق م -
القرن 5 ق م -
القرن 4 ق م -
القرن 3 ق م -
القرن 2 ق م -
القرن 1 ق م -
القرن 1 -
القرن 2 -
القرن 3 -
القرن 4 -
كان العصر البرونزي هي فترة من ممارسات البشر ومعتقداتهم الدينية وأساليبهم الفنية، على الرغم من أن هذا لم يكن الحال دائمًا.

## التاريخ المبكر
- 3200 ق.م: ظهرت نظام الكتابة المسمارية السومرية[1] والهيروغليفية المصرية لأول مرة.
- 3200 ق.م: بناء نيوغرانغ في أيرلندا.
- 3200 ق.م: الثقافة الكيكلادية في اليونان.
- 3200 ق.م: بدأت حضارة نورتي شيكو في البيرو.
- 3200 ق.م: بزوغ الحضارة العيلامية في إيران.
- 3150 ق.م: الأسرة المصرية الأولى.
- 3100 ق.م: بناء سكارا براي في اسكتلندا.
- 3000 ق.م: بدأ بناء ستونهنج. احتوى في نسخته الأولى على حفرة دائرية وحاجز، مع 56 عمودًا خشبيًا.[2]
- 3000 ق.م: بزوغ ثقافة كوكوتيني-تريبيلان في رومانيا وأوكرانيا.
- 3000 ق.م: بدأت حضارة جيروفت في إيران.
- 3000 ق.م: أقدم اكتشاف لاستخدام المصريين للبردية.
- 3000-2500 ق.م: أقدم دليل على إنتاج الحديد [الإنجليزية] في غرب إفريقيا.[3]
- 3000 - 2300 ق.م: ثقافة العصر الحجري الحديث الرعوية في شرق إفريقيا تبني أقدم وأكبر مقبرة أثرية في شرق إفريقيا في موقع عمود الشمال لوثجام.[4]
- 2800 ق.م: بدأت حقبة كوت ديجي من حضارة وادي السند.
- 2800 ق.م: بدأت ثقافة لونغشان في الصين.
- 2700 ق.م: وصل عدد سكان كنوسوس العاصمة القديمة لمينوسيين إلى 80,000 نسمة.
- 2700 ق.م: بروز عيلام في إيران.
- 2700 ق.م: بدء الدولة القديمة في مصر.
- 2600 ق.م: أقدم اكتشافات أدبية معروفة: نصوص سومرية في أبو صلابيخ، منها تعاليم شوروباك وترنيمة معبد كيش.
- 2600 ق.م: نضوج حقبة هارابان من حضارة وادي السند (في باكستان والهند حاليًا)
- 2600 ق.م: ظهور ثقافة المايا في شبه جزيرة يوكاتان.
- 2560 ق.م: أكمل الملك خوفو الهرم الأكبر. ظهرت أرض البنط في القرن الأفريقي لأول مرة في السجلات المصرية في هذا الوقت تقريبًا.
- 2500 - 1500 ق.م: بدأت حضارة كرمة في النوبة.
- 2500 ق.م: انقرض الماموث.
- 2334 أو 2270 ق.م: تأسست الإمبراطورية الأكدية.
- 2250 ق.م: أقدم رسم معروف لإله العصا [الإنجليزية]، أقدم صورة للإله عثر عليها في الأمريكتين.
- 2200 - 2100 ق.م: حدث سنة 4200 قبل الحاضر: مرحلة القحولة شديدة، من المحتمل أن تكون مرتبطة بدورة بوند، الذي تم تسجيله في معظم أنحاء شمال إفريقيا والشرق الأوسط وأمريكا الشمالية القارية. من المحتمل جدًا أن حالات الجفاف ذات الصلة تسببت في انهيار الدولة القديمة في مصر والإمبراطورية الأكدية في بلاد الرافدين.
- 2200 ق.م: الانتهاء من ستونهنج.
- 2055 ق.م: بدأت الدولة الوسطى في مصر.
- 2000 ق.م: تدجين الحصان.
- 1900 ق.م: بدأت حضارة إيرليتو في الصين.
- 1800 ق.م: ظهرت الكتابة الأبجدية.
- 1800 ق.م: تمت كتابة النص البابلي القديم لملحمة جلجامش. ربما يكون أقدم عمل أدبي مهم.
- 1780 ق.م: أقدم سجل لقانون حمورابي.
- 1700 ق.م: انقضاء حضارة وادي السند، ولكنها استمرت بحضارة المقبرة إتش؛ وبداية حضارة نقطة الجوع [الإنجليزية] في أمريكا الشمالية.
- 1600 ق.م: دمر ثوران مينون في جزيرة سانتوريني على الحضارة المينوية في جزيرة كريت.
- 1600 ق.م: يونان الموكيانية.
- 1600 ق.م: بداية سلالة شانغ الحاكمة في الصين، وظهور دليل على نظام كتابة مطور بالكامل، راجع en:Oracle Bone Script.
- 1600 ق.م: بداية هيمنة الحيثيين على منطقة شرق البحر الأبيض المتوسط.
- 1550 ق.م: بدأت الدولة الحديثة في مصر.
- 1500 ق.م: اكتمال تكوين ريجفدا.
- 1700-1400 ق.م: ظهور أبجدية سينائية أولية، وهي أقدم أبجدية أنشئت في مصر.
- 1400 ق.م: أقدم أغنية مدونة.
- 1400 - 400 ق.م: ازدهرت حضارة الأولمك في المكسيك في حقبة عصر قبل كولومبي، خلال فترة تشكيل أمريكا الوسطى
- 1200 ق.م: بدأت حضارة هالستات.
- 1200-1150 ق.م: انهيار العصر البرونزي في جنوب غرب آسيا وفي منطقة شرق المتوسط. تلك الفترة وهي فترة إنشاء قصائد الإلياذة والأوديسة الملحمية (التي ظهرت بعد حوالي أربعة قرون).
- 1180 ق.م: تفكك الإمبراطورية الحيثية.
- 1100 ق.م: انتشار استخدام الحديد.
- 1050 ق.م: إنشاء الأبجدية الفينيقية.
- 1046 ق.م: أطاحت قوة زو (بقيادة الملك وو من تشو) بآخر ملوك أسرة شانغ؛ تأسست سلالة زو الحاكمة في الصين.
- 1000 ق.م: بدأت حضارة النوق في غرب إفريقيا.
- 1000 ق.م: وصلت الموجة الثانية من توسع البانتو إلى البحيرات الكبرى، مما أدى إلى إنشاء مركز سكاني رئيسي.[5][6]
- 890 ق.م: التاريخ التقريبي لتكوين الإلياذة والأوديسة.
- 814 ق.م: تأسيس قرطاج على يد الفينيقيين في أرض تونس الحالية.
- 800 ق.م: بروز دول المدن اليونانية.
- 788 ق.م: بدأ العصر الحديدي في Sungai Batu (قدح القديمة)
- 785 ق.م: قيام مملكة كوش

## العصور الكلاسيكية القديمة
العصور الكلاسيكية القديمة هو مصطلح جامع لفترة طويلة من تاريخ ثقافي متمحور حول البحر الأبيض المتوسط، وضم حضارتي اليونان وروما القديمتين وإطارهما الزمني. واحتوى تاريخ اليونان القديم المكتوب الذي بدأ حوالي 776 ق.م (الأولمبياد الأول)، الذي تزامن تقريبًا مع تاريخ تأسيس روما سنة 753 ق.م وبداية تاريخ روما.
- 776 ق.م: أول ألعاب أولمبية قديمة مدونة.
- 771 ق.م: بدء فترة الربيع والخريف في الصين؛ قوة سلالة زو الحاكمة آخذة في التضاؤل. عصر مدارس الفكر المئة.
- 753 ق.م: تأسيس روما (التاريخ التقليدي)
- 745 ق.م: أصبح تغلث فلاسر الثالث ملك آشور الجديد. وتمكن من غزو البلدان المجاورة وحول آشور إلى إمبراطورية.
- 728 ق.م: صعود الإمبراطورية الميدية.

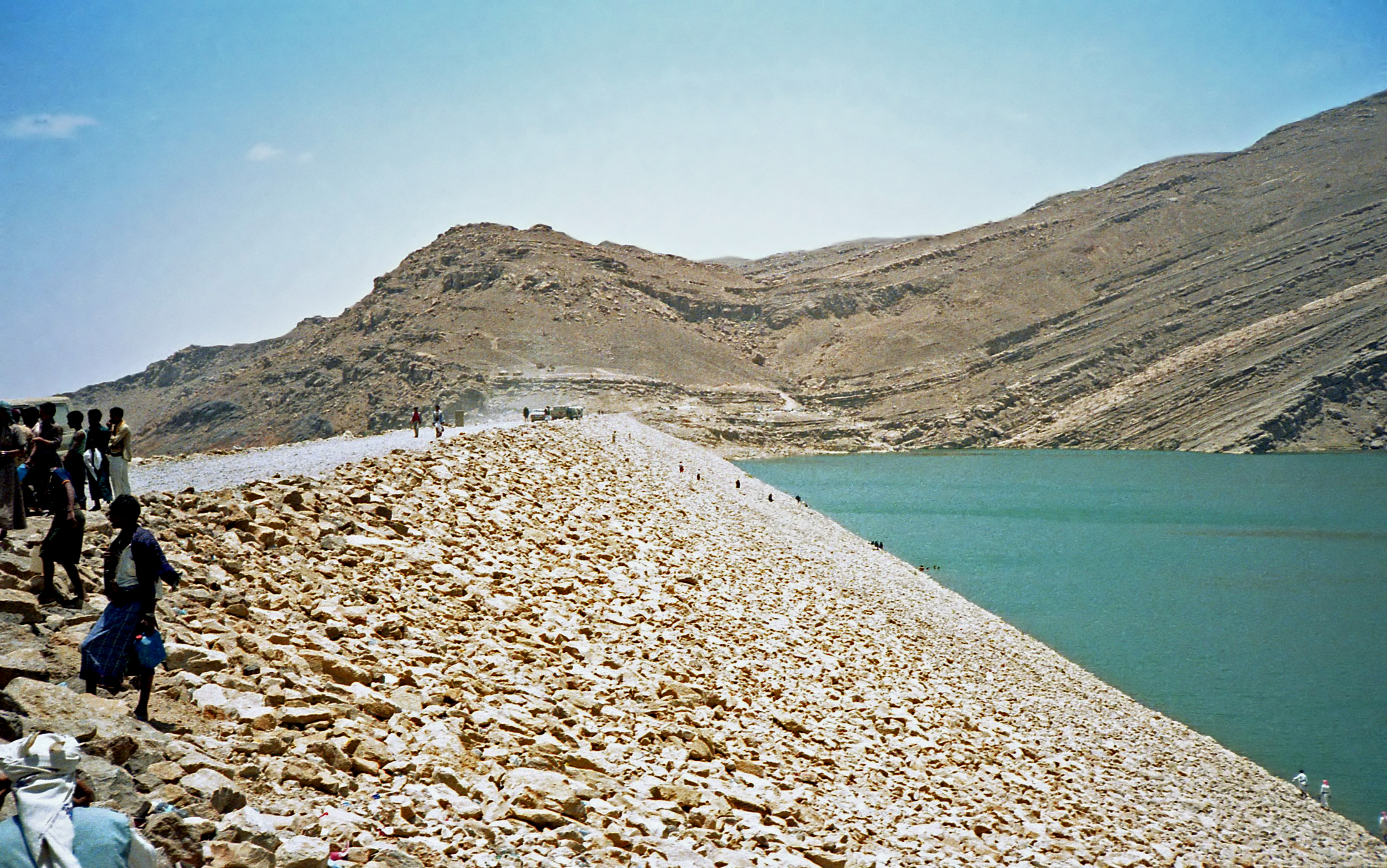
بناء سد مأرب في 700 ق.م

- 700 ق.م: إنشاء سد مأرب في بلاد اليمن السعيد، في السعودية واليمن الحديثة.
- 653 ق.م: صعود السلالة الأخمينية.
- 650-550 ق.م: هيمنت ثقافة أوروي [الإنجليزية] على منطقة البحيرات العظمى الأفريقية. كانت واحدة من أقدم مراكز صهر الحديد في إفريقيا.[11][12]
- 612 ق.م: نجح تحالف بين البابليين والميديين والسكيثيين في تدمير نينوى ومن ثم سقوط الإمبراطورية الآشورية.
- 600 ق.م: تأسيس مملكة بانديا في جنوب الهند، وظهور الستة عشر ماهاجانابادا («العوالم العظيمة» أو «الممالك العظيمة») في الهند. ظهر دليل على نظام كتابة في واهاكا الذي استخدمته حضارة الزابوتيك.
- 600 ق.م: صعود حضارة ساو بالقرب من بحيرة تشاد
- 563 ق.م: ولد سيدهارتا غوتاما (بوذا) مؤسس البوذية أمير لعشيرة شاكيا التي حكمت أجزاء من مملكة ماجادها، إحدى قبائل ماهاجانابادا.

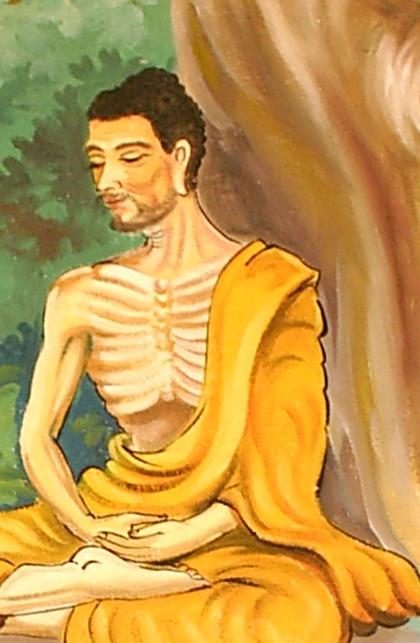
ولادة بوذا مؤسس البوذية سنة 563 ق.م

- 551 ق.م: ولد كونفوشيوس مؤسس الكونفوشيوسية.
- 550 ق.م: تأسيس الإمبراطورية الأخمينية بواسطة كورش الكبير.
- 549 ق.م: ولد مهافيرا مؤسس اليانية.
- 546 ق.م: قورش الكبير يطيح بكرويسوس ملك ليديا.
- 544 ق.م: صعود ماجادا لتكون قوة مهيمنة تحت حكم بمبيسارا.
- 539 ق.م: سقوط الإمبراطورية البابلية الحديثة وتحرير كورش الكبير لليهود.
- 529 ق.م: موت كورش الكبير.
- 525 ق.م: قام قمبيز الثاني ملك بلاد فارس بغزو مصر القديمة.
- 512 ق.م: تمكن ملك فارس داريوس الأول (داريوس الكبير) من إخضاع تراقيا الشرقية ومقدونيا طوعا، وضم المملكة الليبية، هنا أضحت الإمبراطورية الفارسية في أقصى امتداد لها.
- 509 ق.م: طرد تاركوينيوس سوبربوس وتأسيس الجمهورية الرومانية (التاريخ التقليدي).
- 508 ق.م: تأسيس ديمقراطية أثينية في جمهورية أثينا.
- 500 ق.م: قيام بانيني بتوحيد قواعد اللغة والصرف للغة السنسكريتية في النص Ashtadhyayi. تُعرف اللغة السنسكريتية الموحدة لبانيني باسم السنسكريتية الكلاسيكية.
- 499 ق.م: حرض الملك أريستاجوراس من ميليتوس جميع مدن آسيا الصغرى الهيلينية على التمرد على الإمبراطورية الفارسية، وبدء الحروب اليونانية الفارسية.
- 490 ق.م: دويلات المدن اليونانية تهزم الغزو الفارسي في معركة ماراثون
- 483 ق.م: موت غوتاما بوذا.
- 480 ق.م: الغزو الفارسي لليونان بقيادة خشايارشا الأول؛ معارك ثيرموبيلاي وسالاميس.
- 479 ق.م: موت كونفوشيوس
- 475 ق.م: بدأت حقبة الممالك المتحاربة في الصين حيث أصبح ملك زو مجرد رأس صوري. وتمزقت الصين بين أمراء الحرب الإقليميين.
- 470/469 ق.م: ولادة سقراط
- 465 ق.م: مقتل خشايارشا الأول
- 460 ق.م: ولادة ديموقريطس
- 458 ق.م: ألًف إسخيلوس الثلاثية أوريستيا، وهي الثلاثية الوحيدة الباقية من المسرح الإغريقي.
- 449 ق.م: انتهاء الحروب الفارسية اليونانية.
- 447 ق.م: بدأ بناء البارثينون في أثينا.
- 432 ق.م: اكتمل بناء البارثينون.
- 431 ق.م: بداية الحرب البيلوبونيسية بين دول المدن اليونانية
- 429 ق.م: عرض مسرحية سوفوكليس أوديب ملكا لأول مرة.
- 427 ق.م: ولادة أفلاطون
- 424 ق.م: إمبراطورية ناندا تصل إلى السلطة في ماجادا.
- 404 ق.م: نهاية الحرب البيلوبونيسية.
- 400 ق.م: ازدهرت ثقافة الزابوتيك حول مدينة مونتي ألبان، وظهور دولة القرمنت الصحراوية والقائمة على الري في منطقة فزان في ليبيا.
- 399 ق.م: وفاة سقراط
- 384 ق.م: ولادة أرسطو
- 370 ق.م: وفاة ديموقريطس
- 331 ق.م: هزم الإسكندر الأكبر الملك الأخميني داريوس الثالث في معركة غوغميلا، واستكمل غزوه لبلاد فارس.
- 326 ق.م: هزم الإسكندر الأكبر الملك الهندي بوروس في معركة هيداسبس.
- 323 ق.م: وفاة الإسكندر الأكبر في بابل.
- 322 ق.م: وفاة أرسطو.
- 321 ق.م: أطاح تشاندراغبت موريا بسلالة ناندا في مملكة ماجادها. وتأسيس الإمبراطورية السلوقية بواسطة سلوقس الأول نيكاتور. واستمرت الإمبراطورية حتى سنة 63 ق.م.
- 305 ق.م: استولي تشاندراغبت موريا على مرزبانات باروبانساداي (كابول) وآريا (هرات) وأراجوسيا (قندهار) وجدروسيا (بلوشستان) من سلوقس الأول المرزبان المقدوني لبابل مقابل 500 فيل.
- 300 ق.م: أكمل إقليدس كتابه الأصول. استخدم بنغالا نظام الأعداد الصفرية والثنائية. حقبة أدب سنغمي في جنوب الهند القديم التاريخية (المعروف باسم التاميل أكام). تشكلت إمبراطورية تشولا في جنوب الهند. بدأ بناء هرم خولولا الكبير في خولولا - بويبلا في المكسيك. أكبر هرم في العالم من حيث المساحة، ويبلغ ارتفاع (هرم الجيزة الأكبر الذي بني 2560 ق.م في مصر 146.5 مترًا، أي أطول بـ 91.5 مترًا).
- 273 ق.م: أصبح أشوكا إمبراطور الإمبراطورية الماورية.
- 261 ق.م: حرب كالينجا [الإنجليزية]
- 257 ق.م: استحوذ أن دونغ فونغ على فيت نام (مملكة أو لاك [الإنجليزية] آنذاك)
- 255 ق.م: بعث أشوكا إرسالية تبشيرية بوذية بقيادة ابنه ماهيندا ثيرو (راهب بوذي) إلى مملكة أنورادابورا في سيلان.
- 250 ق.م: بروز بارثيا (أشكنيان) السلالة الثانية لبلاد فارس القديمة.
- 232 ق.م: وفاة الإمبراطور أشوكا. وانحدار الإمبراطورية الماورية.
- 230 ق.م: ظهور ساتافاهانا في جنوب الهند.
- 221 ق.م: وحد تشين شي هوانج الصين، نهاية حقبة الممالك المتحاربة؛ إيذانا ببدء الحكم الإمبراطوري في الصين الذي استمر حتى 1912. بدأ بناء السور العظيم على يد أسرة تشين.
- 216 ق.م: هُزٍمت روما في معركة كاناي وهي معركة كبرى في الحرب البونيقية الثانية.
- 207 ق.م: امتدت مملكة نانياو من قوانغتشو إلى شمال فيت نام.
- 206 ق.م: تأسست أسرة هان في الصين، بعد وفاة تشين شي هوانغ؛ أصبحت الصين في هذه الفترة رسميًا دولة كونفوشيوسية وفتحت روابط تجارية مع الغرب، أي طريق الحرير.
- 202 ق.م: هزم شيبيون الإفريقي حنبعل في معركة زامة.
- 200 ق.م: ازدهار الميرادور، أكبر مدن المايا في بداياتها. تم اختراع الورق في عهد أسرة هان. سلالة تشيرا الحاكمة في جنوب الهند.
- 185 ق.م: تأسيس إمبراطورية شونغا.
- 167-160 ق.م: ثورة المكابيين.
- 149-146 ق.م: الحرب البونيقية الثالثة بين روما وقرطاج. انتهت الحرب بالتدمير الكامل لقرطاج، مما سمح لروما بغزو تونس وليبيا الحديثة.
- 146 ق.م: الغزو الروماني لليونان.
- 121 ق.م: دخلت الجيوش الرومانية بلاد الغال لأول مرة.
- 111 ق.م: أول هيمنة صينية على فيتنام على شكل مملكة نانياو.
- 100 ق.م: صعود سلالة تشولا إلى الواجهة.
- 100 ق.م - 100 م: قامت مجتمعات البانتو في البحيرات العظمى الأفريقية بتطوير تقنيات تشكيل الحديد التي تمكنهم من إنتاج فولاذ كربوني.[13]
- 100 ق.م - 300 م: ظهرت مستوطنات البانتو الأولى في الساحل السواحيلي في السجلات الأثرية في مقاطعة كوالي في كينيا وميساسا في تنزانيا ورأس حافون في الصومال.[14]
- 82 ق.م: أصبح بوريبيستا ملك داسيا.
- 71 ق.م: وفاة سبارتاكوس. نهاية حرب العبيد الثالثة، تمرد العبيد الكبرى ضد الجمهورية الرومانية.
- 63 ق.م: أدى حصار القدس 63 ق.م إلى غزو الرومان يهودا.
- 44-60 ق.م: غزا بوريبيستا مناطق من جنوب ألمانيا إلى تراقيا، ليصل إلى ساحل بحر إيجة.
- 49 ق.م: الحرب الأهلية الرومانية بين يوليوس قيصر وبومبيوس الكبير.
- 44 ق.م: مقتل يوليوس قيصر على يد ماركوس بروتوس وآخرين؛ نهاية الجمهورية الرومانية؛ بداية الإمبراطورية الرومانية. وفي نفس السنة اغتيل بوريبيستا، وانقسمت إمبراطوريته إلى 4 ثم لاحقًا 5 ممالك في رومانيا الحديثة.
- 31-30 ق.م: معركة أكتيوم. الغزو الروماني لمصر البطلمية.
- 30 ق.م: تنهي كليوباترا حكمها كونها آخر حكام المملكة البطلمية في مصر.
- 27 ق.م: تشكيل الإمبراطورية الرومانية: تم منح أغسطس ألقاب الأمير وأغسطس من قبل مجلس الشيوخ الروماني - بداية الهيمنة الرومانية. تشكيل حرس امبراطوري مؤثر لتوفير الأمن للإمبراطور.
- 27-22 ق.م: قادت أماني ريناس ملكة مملكة كوش الجيوش ضد الرومان.[15][16][17]
- 18 ق.م: بدأت حقبة الممالك الثلاث في كوريا. إعادة بناء هيكل هيرودس.
- 6 ق.م: أقرب تاريخ نظري لميلاد يسوع الناصري. الخلافة الرومانية: تم إعداد غايوس قيصر ولوسيوس قيصر على العرش.
- 4 ق.م: التاريخ المقبول لميلاد يسوع المسيح.
- 50-1 م: محيط البحر الإريثري، مخطوطة يونانية-رومانية مكتوبة. يصف طريقًا تجاريًا راسخًا في المحيط الهندي.[18]
- 9: معركة غابة تويتوبورغ، إحدى أسوأ هزائم الجيش الروماني.
- 14: وفاة الإمبراطور الروماني أغسطس قيصر (أوكتافيان)، واستلام ابنه بالتبني تيبيريوس إلى العرش.
- 37: وفاة الإمبراطور تيبيريوس، وصعود ابن أخيه كاليغولا إلى العرش.
- 40: انتصار روما على موريطنية.
- 41: اغتيال الإمبراطور كاليجولا على يد مجلس الشيوخ الروماني. خلفه عمه كلوديوس.
- 43: الإمبراطورية الرومانية تدخل بريطانيا العظمى لأول مرة.
- 54: وفاة الإمبراطور كلوديوس وخلفه نيرون ابن أخيه.
- 68: انتحر الإمبراطور نيرون، فتعاقب على الحكم في روما أربعة أباطرة.
- 70: تدمير أورشليم على يد جيش تيطس.
- 79: ثوران جبل فيزوف مدمرا بومبي.
- 98: بعد حكم دام عامين مات الإمبراطور نيرفا لأسباب طبيعية، وخلفه ابنه بالتبني تراجان.
- 940-100: مملكة أكسوم في القرن الأفريقي
- 117-106: الإمبراطورية الرومانية في أقصى امتدادها في ظل تراجان بعد غزو رومانيا والعراق وأرمينيا الحالية.
- 117: وفاة تراجان لأسباب طبيعية. وخلفه ابنه بالتبني هادريان، وانسحابه من العراق وأرمينيا.
- 122: بدء بناء سور هادريان.
- 126: أكمل هادريان البانثيون الروماني.
- 138: وفاة هادريان لأسباب طبيعية. وخلفه ابنه بالتبني أنطونيوس بيوس.
- 161: موت أنطونيوس بيوس. كان حكمه هو الوحيد الذي لم تدخل فيه روما أي حرب. وماركوس أوريليوس إمبراطور الإمبراطورية الرومانية.
- 180: انتهاء عهد ماركوس أوريليوس رسميًا. وورثه ابنه كومودوس.
- 192: مملكة تشامبا في تاي نغوين.
- عقد 200: تأسست إمبراطورية سريفيجايا البوذية في منطقة جنوب شرق آسيا البحري.
- 220: بدأت حقبة الممالك الثلاث في الصين بعد سقوط أسرة هان.
- 226: سقوط الإمبراطورية الفرثية وصعود الإمبراطورية الساسانية.
- 238: هزيمة غورديان الثالث (238-244) وفيليب العربي (244-249) والإمبراطور فاليريان (253-260) على يد الساساني شابور الأول (أسر الفرس الإمبراطور فاليريان).
- 280: أسس الإمبراطور وو من جين أسرة جين الأولى، مما خلق وحدة مؤقتة للصين بعد فترة الممالك الثلاث المدمرة.
- 285: أصبح دقلديانوس إمبراطورًا لروما وقسم الإمبراطورية الرومانية إلى إمبراطوريات رومانية شرقية وغربية.
- 285: بدأ دقلديانوس باضطهاد المسيحيين.
- 292: نقل عاصمة الإمبراطورية الرومانية رسميًا من روما إلى ميديولانوم (ميلانو حاليًا).
- 1000-300: نمو مستوطنات آزانيا وزنج في الساحل السواحلي. ازدهرت الصناعة المحلية والتجارة الدولية.[14]
- 301 مرسوم دقلديانوس بشأن تحديد أسعار السلع.
- 313: أعلن مرسوم ميلانو أن الإمبراطورية الرومانية ستكون محايدة مع جميع العبادات الدينية.
- 325: قسطنطين الأول ينظم أول مجمع نيقية.
- 330: تم تسمية القسطنطينية رسميًا لتصبح عاصمة الإمبراطورية الرومانية الشرقية.
- 335: أصبح سمودراجوبتا حاكما لإمبراطورية جوبتا.
- 337: وفاة الإمبراطور قسطنطين الأول، تاركًا أبنائه قنسطانطيوس الثاني وقنسطنس والإمبراطور قسطنطين الثاني كأباطرة للإمبراطورية الرومانية.
- 350: أصبح قنسطانطيوس الثاني الإمبراطور الوحيد بوفاة شقيقيه.
- 354: ولادة أوغسطينوس
- 361: وفاة قسطنطينوس الثاني وخلفه الإمبراطور جوليان ابن عمه.
- 378: معركة أدريانوبل وهزيمة الجيش الروماني أمام القبائل الجرمانية.
- 380: أعلن الإمبراطور الروماني ثيودوسيوس الأول أن الإيمان بالآريوسية هرطقة.
- 395: ثيودوسيوس الأول حرم كل الأديان عدا المسيحية الكاثوليكية.
- 406 م: طرد الرومان من بريطانيا.
- 407-409: عبور القوط الغربيين والقبائل الجرمانية الأخرى إلى بلاد الغال للمرة الأولى.
- 410: استباح القوط الغربيين روما [الإنجليزية] لأول مرة منذ سنة 390 ق.م.
- 415: دخول القوط الغربيين إسبانيا.
- 429: دخول الوندال شمال إفريقيا من إسبانيا لأول مرة
- 439: استولى الوندال على الأرض الممتدة من المغرب إلى تونس في ذلك الوقت.
- 455: استباح الوندال روما [الإنجليزية]، واستولوا على صقلية وسردينيا.
- 455: صد الملك سكانداغوبتا هجومًا من شعب الهونا على الهند.
- 476: أجبر رومولوس أوغسطس آخر إمبراطور روماني غربي على التنازل عن العرش من قبل أودواكر أحد زعماء الهيروليون الجرمان؛ أعاد أودواكر أختام الإمبراطورية إلى الإمبراطور الروماني الشرقي زينو في القسطنطينية مقابل لقب دوكس إيطاليا؛ يعد هذا التاريخ هو نهاية التاريخ القديم.

## الخرائط

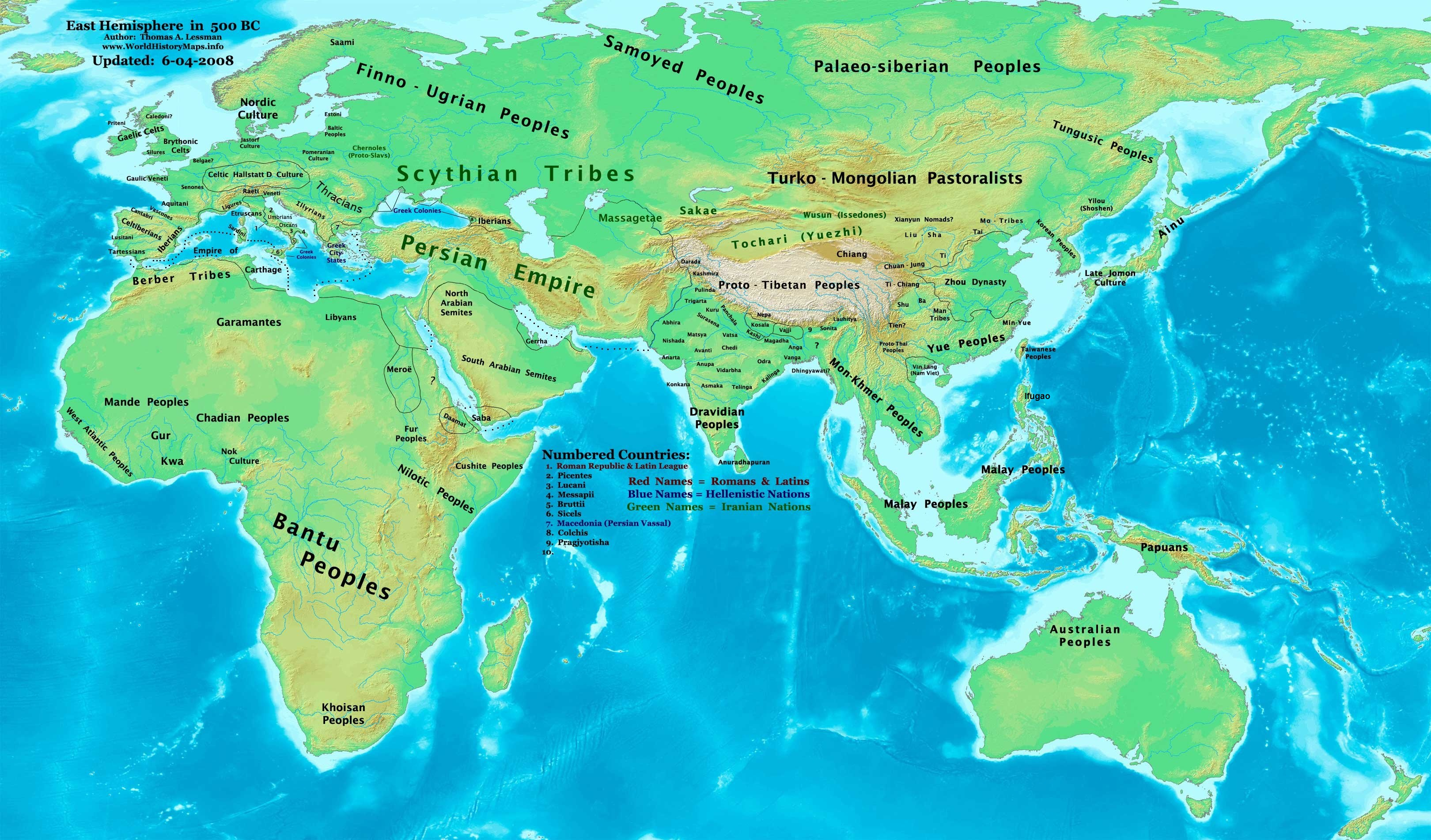
نصف الكرة الشرقي سنة 500 ق.م.
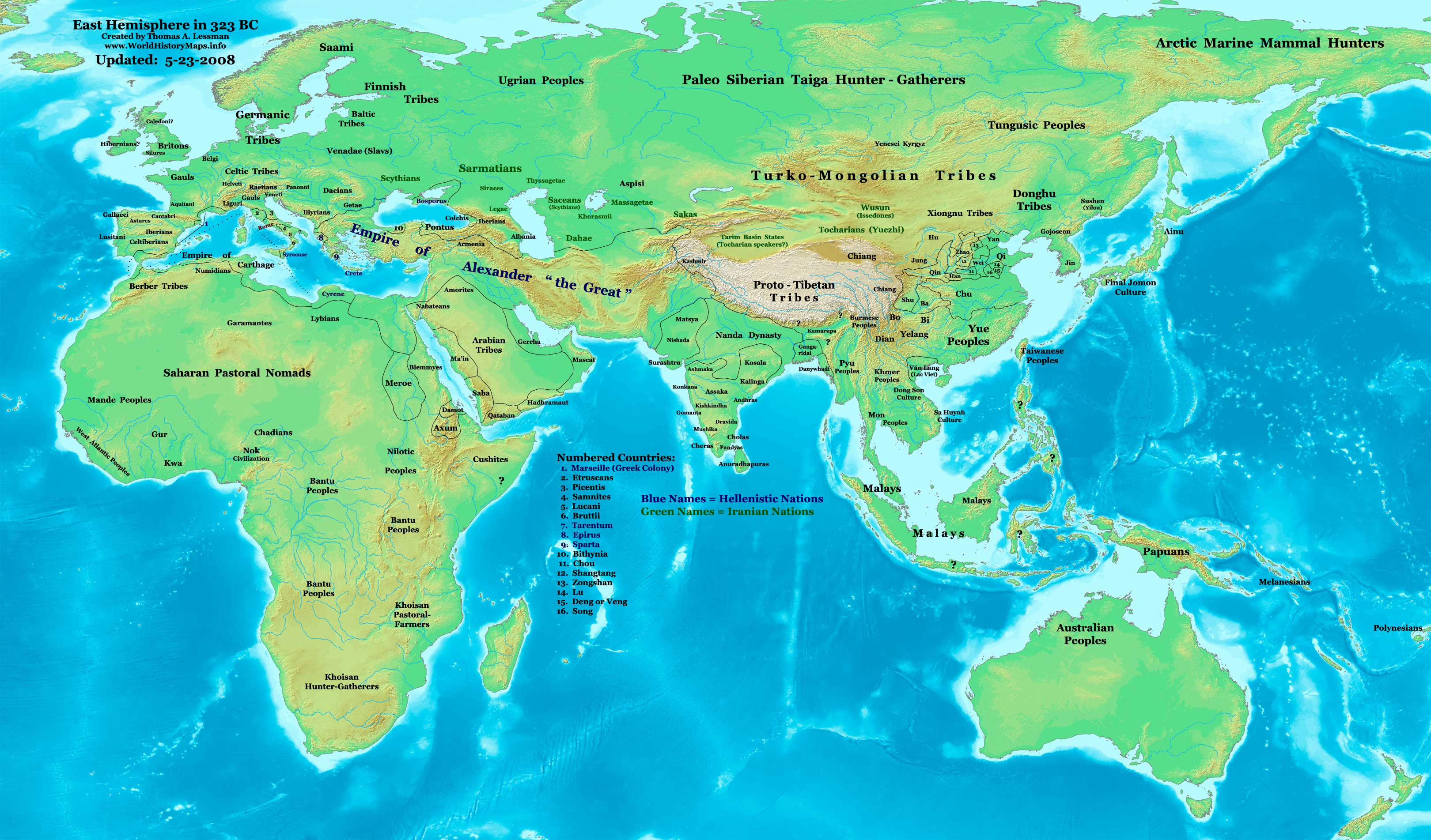
نصف الكرة الشرقي سنة 323 ق.م.
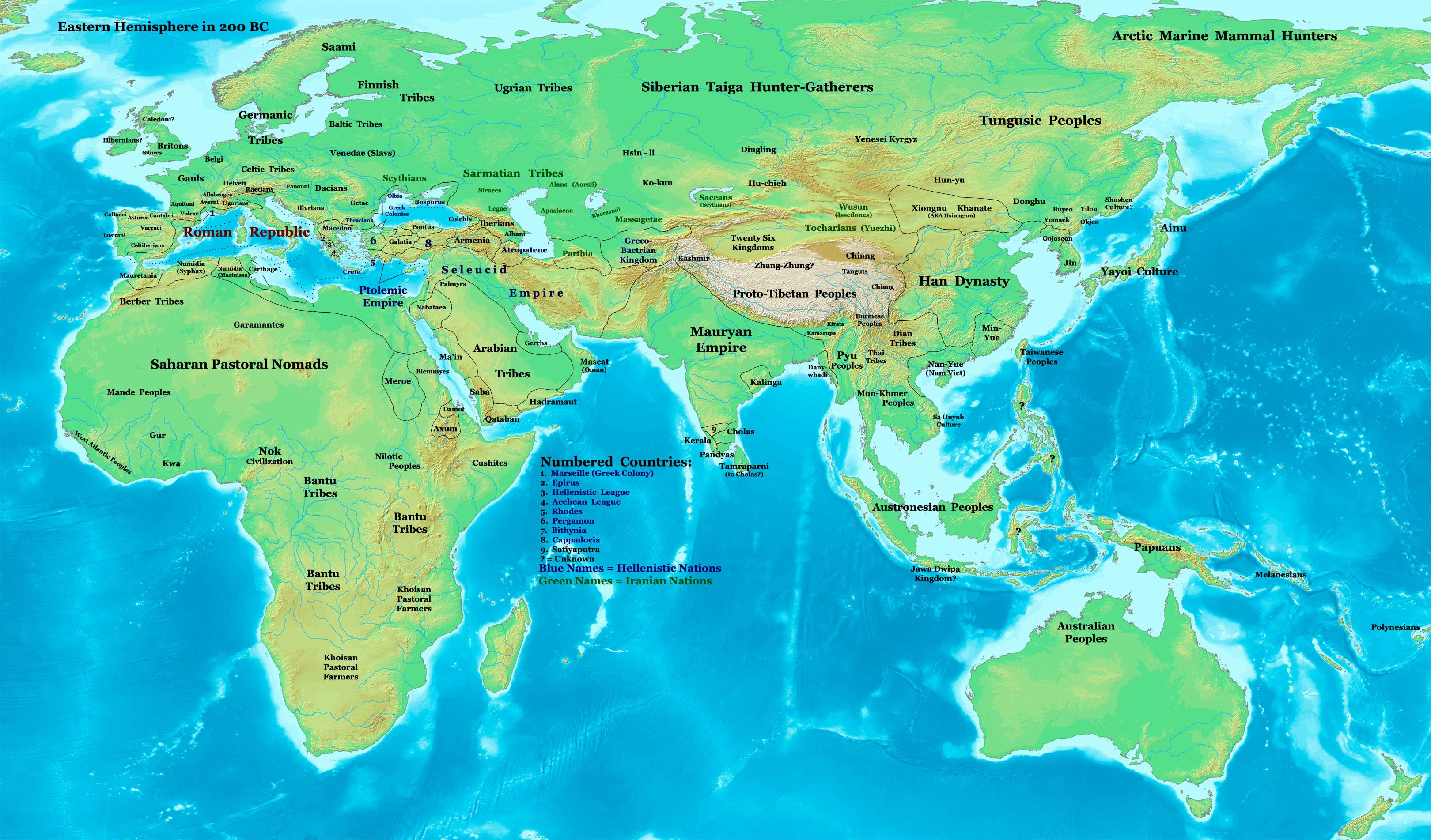
نصف الكرة الشرقي سنة 200 ق.م.
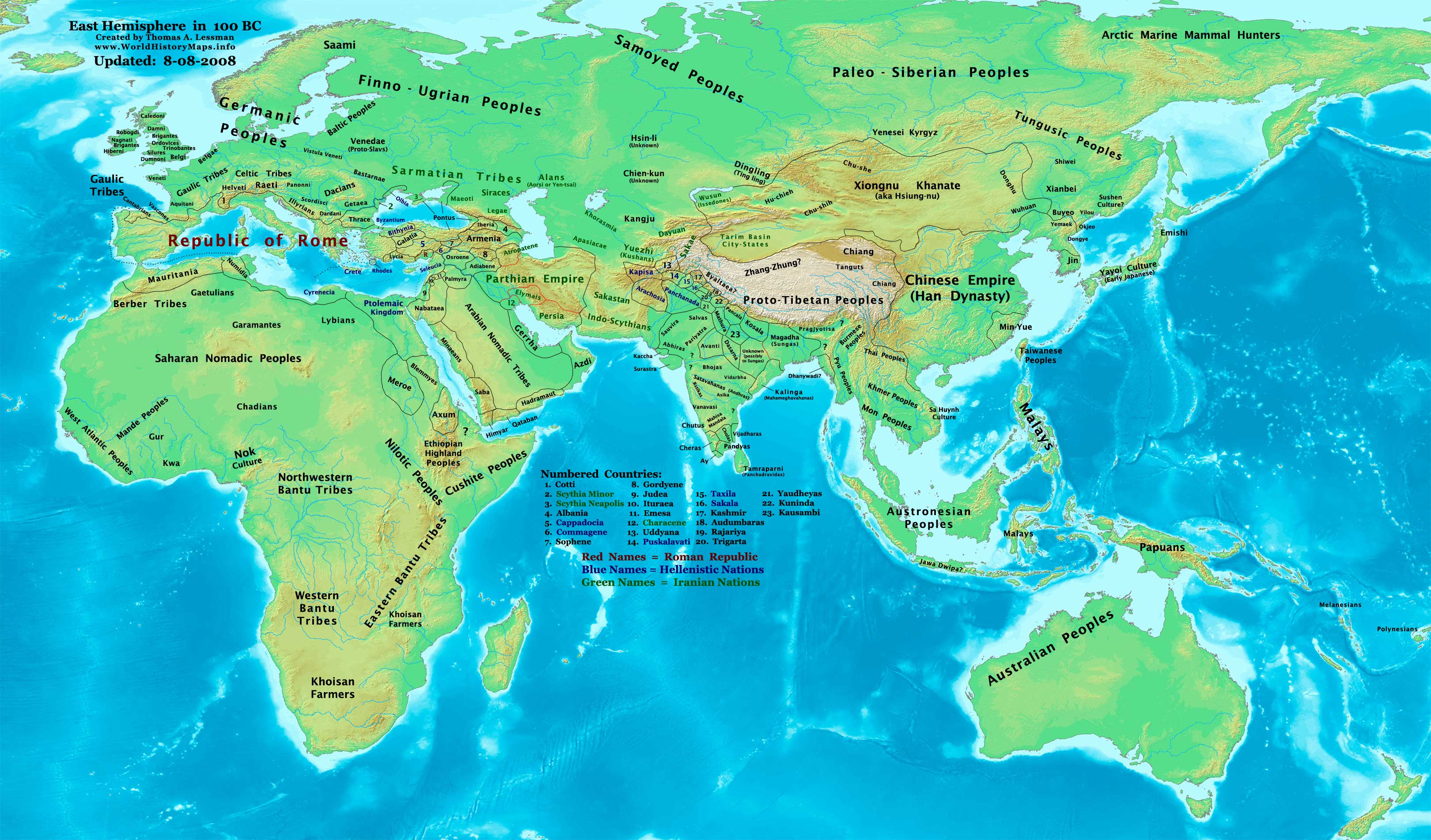
نصف الكرة الشرقي سنة 100 ق.م.
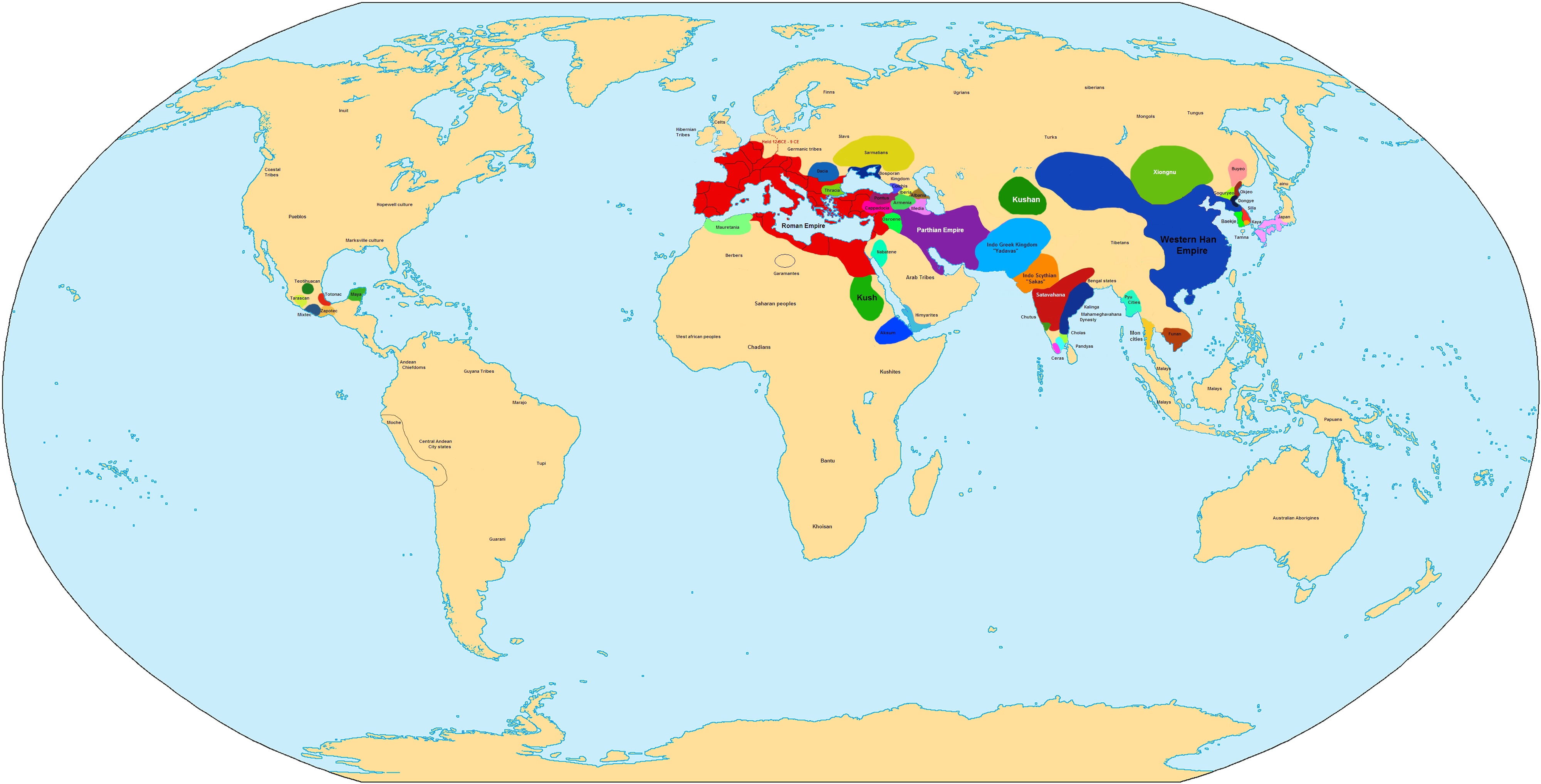
العالم سنة 1 ميلادي.
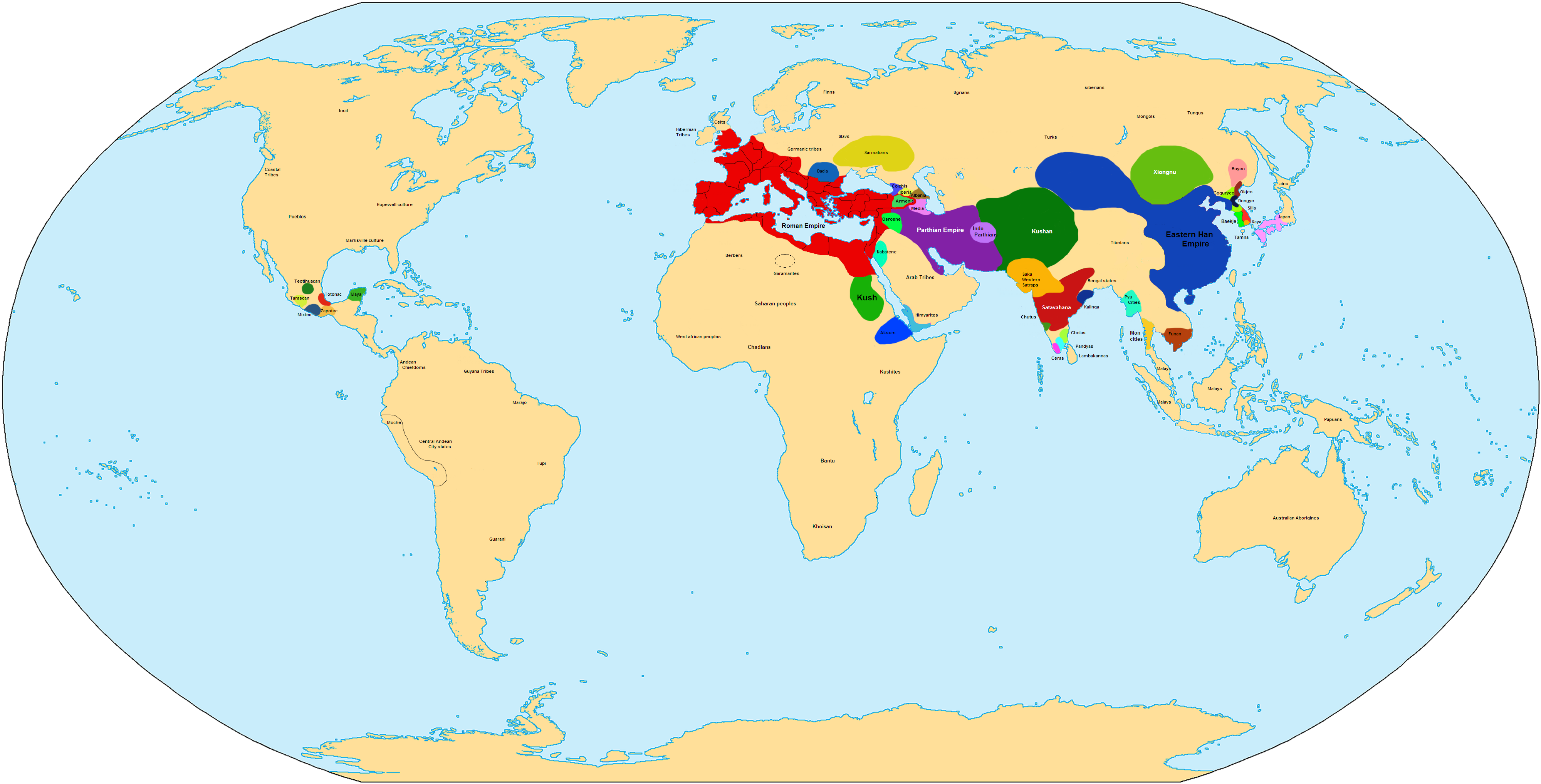
العالم سنة 100 م.
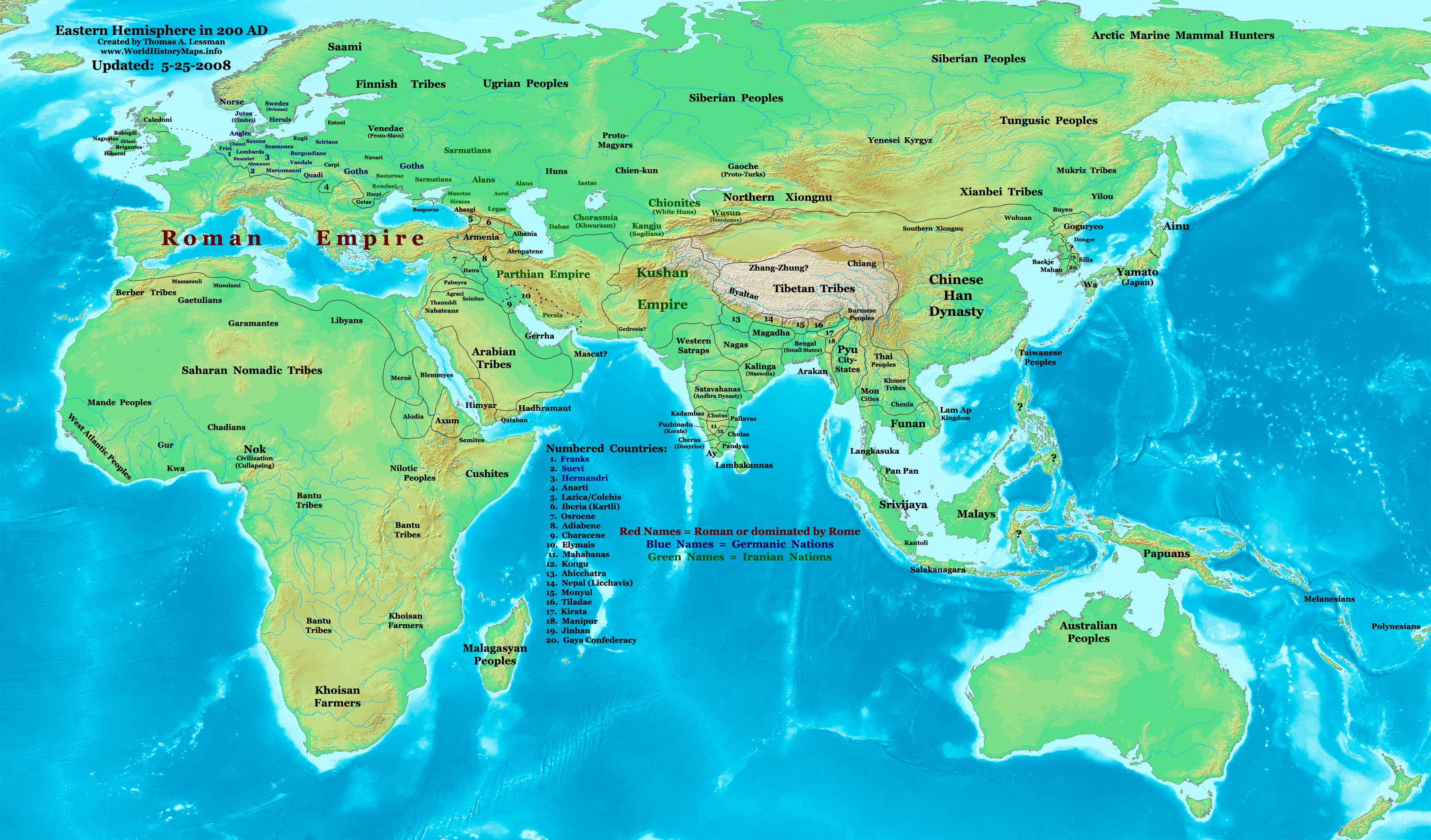
نصف الكرة الشرقي سنة 200 م.
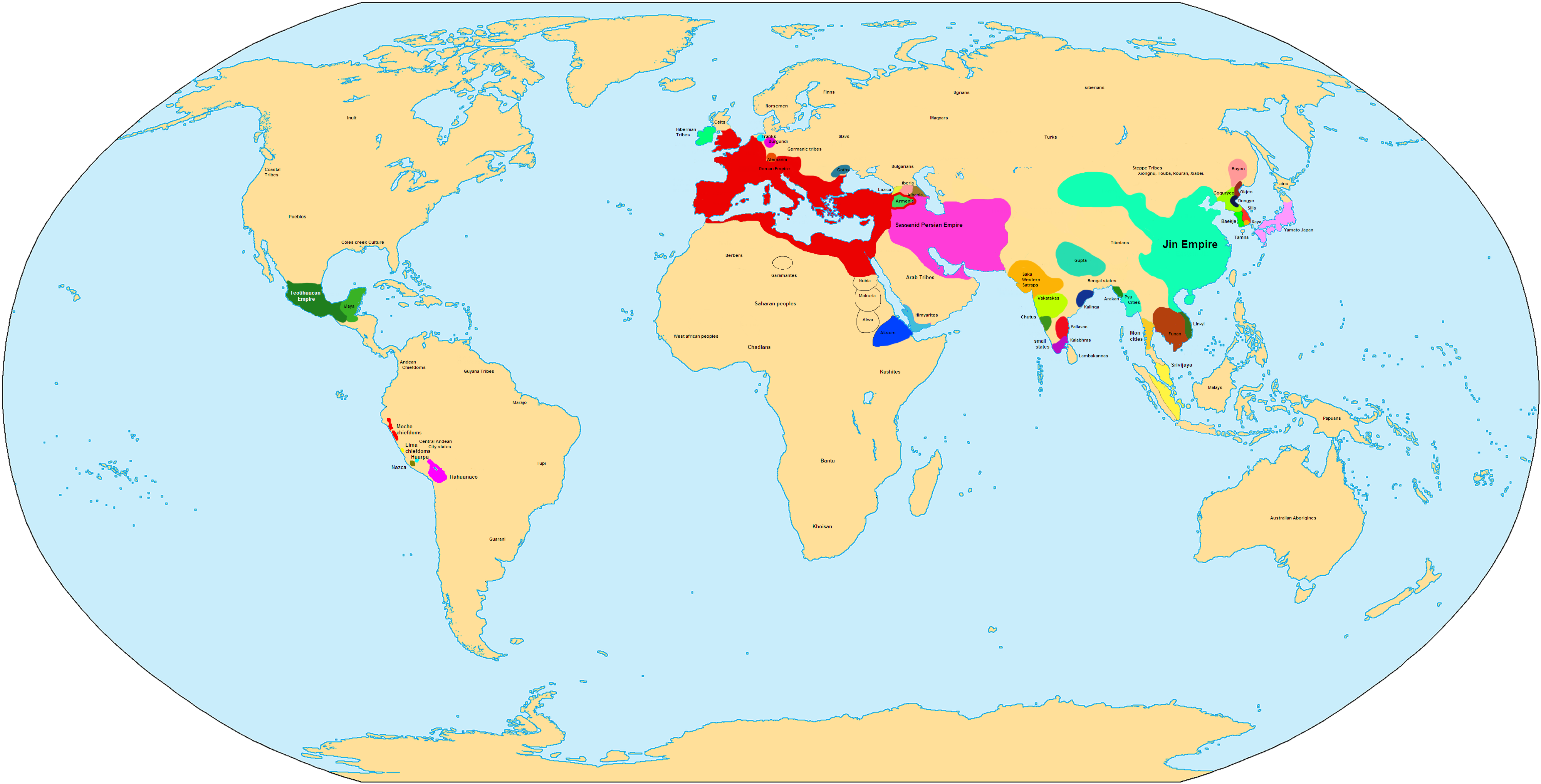
العالم سنة 300 م.
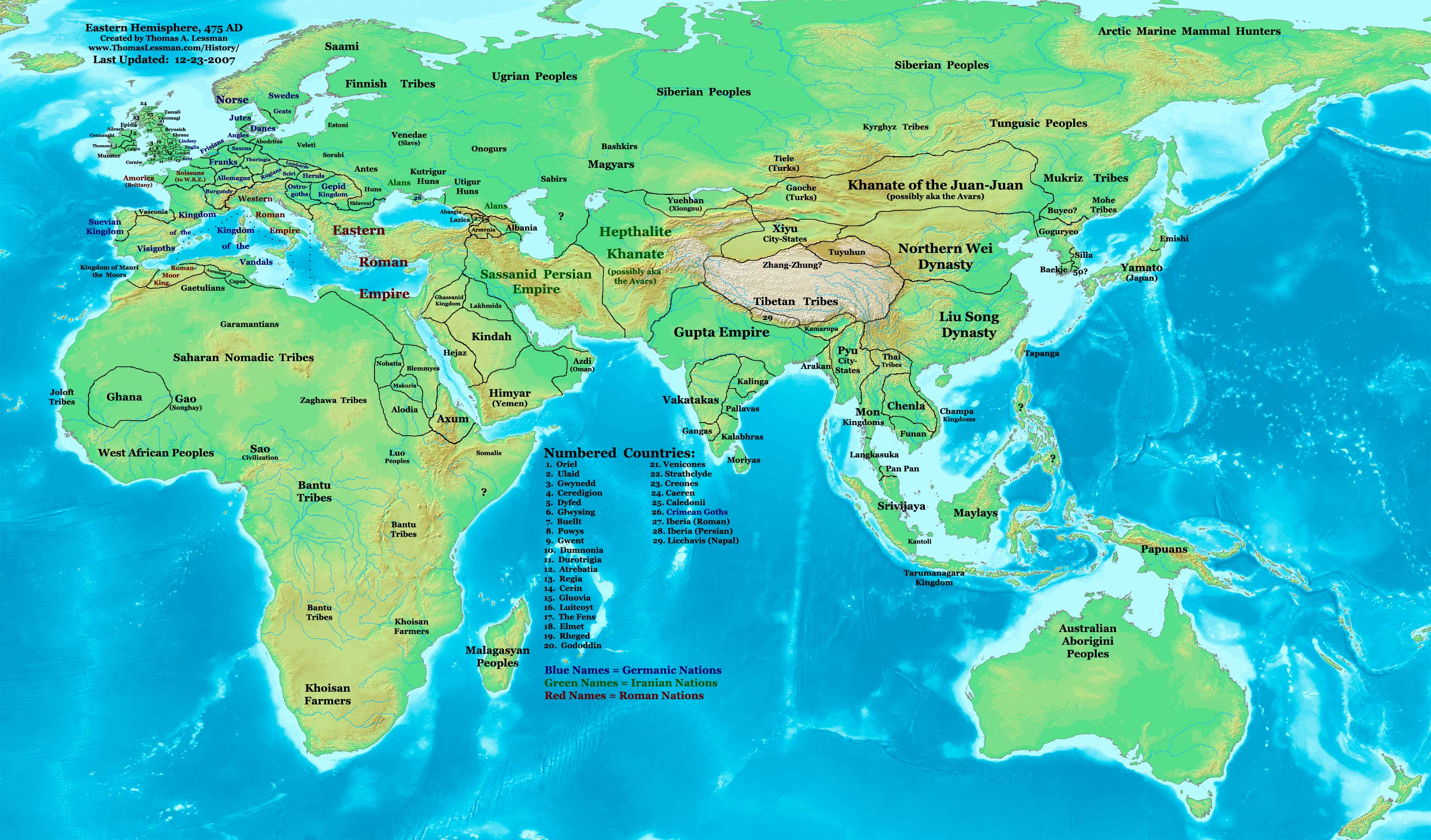
نصف الكرة الشرقي سنة 486 م.